# Miguel Antonio Caro
Miguel Antonio Caro est un humaniste, journaliste, écrivain, philologue et homme d'État colombien, né le 10 novembre 1843 à Bogota et mort le 5 août 1909 à Bogota. Il est président de la République  entre 1892 et 1898.

## Vice-président et président de la République
Miguel Antonio Caro est élu vice-président en 1892 lors de l'élection de Rafael Núñez pour la quatrième fois à la présidence. Pour des raisons de santé, Núñez prête symboliquement serment à Carthagène le 21 septembre 1892, mais décide de rester à l'écart du pouvoir, laissant la charge à son vice-président Miguel Antonio Caro. Après la mort de Núñez, Caro restera chargé de la présidence jusqu'en 1898. Il n'utilisera jamais le titre de président, par respect pour Núñez, préférant se qualifier de vice-président chargé du pouvoir exécutif.